# دونالد ستيفن
دونالد ستيفن هو ملحن كندي، ولد في 26 مايو 1945 في مونتريال في كندا.

## وصلات خارجية
- دونالد ستيفن على موقع ميوزك برينز (الإنجليزية)
- دونالد ستيفن على موقع أول ميوزيك (الإنجليزية)
- دونالد ستيفن على موقع ديسكوغز (الإنجليزية)